# District de Vyborg
Le district de Vyborg (en russe : Вы́боргский райо́н) est un raïon qui constitue l'un des 18 quartiers de Saint-Pétersbourg.
La cathédrale Saint-Samson a donné son nom à la perspective Saint-Samson (Sampsonievski Prospèkt), principale artère du district.

## Monuments

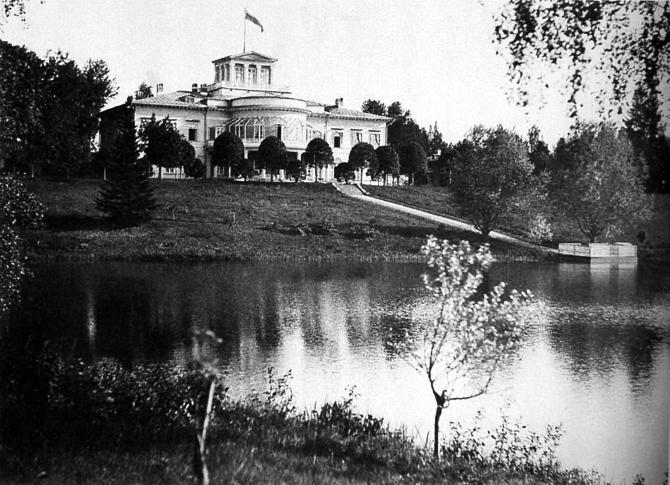
Ossinovaïa Rochtcha

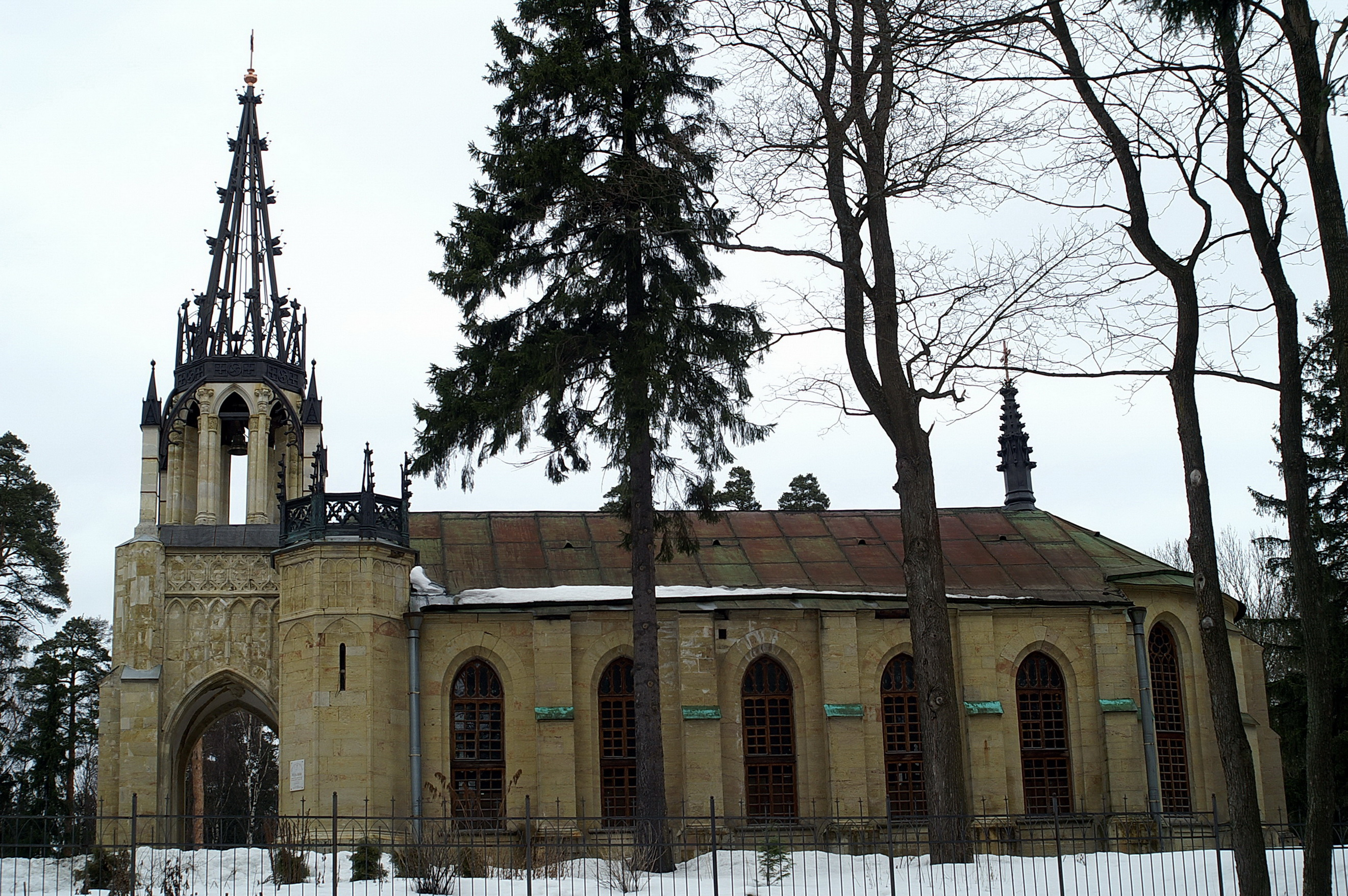
Dans le parc Chouvalov

- Le Manoir des Levachev-Viazemski dit Ossinovaïa  Rochtcha - monument classé par UNESC0 en 1990.
- Église Saint-Pierre-et-Saint-Paul de Pargolovo
- Cimetière Chouvalovskoïe
- Cimetière mémorial de Levachovo
- Cathédrale Saint-Samson de Saint-Pétersbourg

## Au cinéma
Le film Maxime à Vyborg prend place dans le district.